# Valtorres
Valtorres es un municipio español de la provincia de Zaragoza, el más pequeño de la comarca de Comunidad de Calatayud, comunidad autónoma de Aragón. Tiene un área de 3,35 km² con una población de 64 habitantes, de los que 33 son hombres y 31 mujeres (INE, 2022) y una densidad de 19,10 hab/km². Con una altitud de 682 m., se encuentra rodeado por varios montes y sierras que le confieren atractivos desniveles.

## Geografía
Valtorres se sitúa al suroeste de la provincia de Zaragoza, en el centro de la Comarca de Calatayud, a  682 metros de altitud. Está atravesado por la Autovía del Nordeste, entre los pK 223 y 224. El pueblo se sitúa a los pies del cerro de San Juan (760 metros). Al norte, tras la pequeña sierra de la que forma parte el cerro de San Juan, se extiende la vega de Terrer creada por el río Jalón y, al sur, predomina el relieve irregular de esta comarca, con algunas elevaciones superiores a los 800 metros de altitud. Limita únicamente con Terrer (norte, este y sureste) y Ateca (oeste y Suroeste). Se encuentra situado a 96 Kilómetros de Zaragoza. El término municipal abarca en su totalidad unas 335 hectáreas, siendo el octavo pueblo más pequeño de la provincia y el más pequeño de la Comarca de Calatayud.
| Noroeste: Ateca | Norte: Terrer       | Nordeste: Terrer |
| Oeste: Ateca    |                     | Este: Terrer     |
| Suroeste: Ateca | Sur: Ateca y Terrer | Sureste: Terrer  |

## Historia
Valtorres, junto a La Vilueña, integraba el señorío de los Zapata en el XII, y llegó a pertenecer a Pedro de Luna, conocido como el Papa Luna (Benedicto XIII), por herencia materna. En 1610 perteneció al conde de Morata y era de señorío secular en 1785. Fue sobrecullida, vereda y corregimiento de Calatayud, hasta 1834, que formó su propio Ayuntamiento.

## Demografía
Valtorres cuenta con una población de 75 habitantes (INE 2024).
| Gráfica de evolución demográfica de Valtorres entre 1842 y 2021                                                     |
| |
| Población de derecho según los censos de población del INE Población de hecho según los censos de población del INE |

## Administración y política
| Período   | Alcalde                       | Partido    |  |
| --------- | ----------------------------- | ---------- |  |
| 1979-1983 | Vicente Bernal Bernal         | Ind.       |  |
| 1983-1987 |                               |            |  |
| 1987-1991 |                               |            |  |
| 1991-1995 |                               |            |  |
| 1995-1999 | Ubaldo Rubio                  | PP         |  |
| 1999-2003 | Ubaldo Rubio                  | PP         |  |
| 2003-2007 | Javier García Flórez          | CHA        |  |
| 2007-2011 | Javier García Flórez          | CHA        |  |
| 2011-2015 | Javier García Flórez          | CHA        |  |
| 2015-2019 | Marta María Fernández Delgado | CHA        |  |
| 2019-2023 | Noelia Sánchez Gil            | Ind. (CHA) |  |
| 2023-2027 | Noelia Sánchez Gil            | Ind. (CHA) |  |

| Partido político    | Partido político                                   | 2003   | 2007   | 2011   | 2015   | 2019   | 2023   |
| Partido político    | Partido político                                   | Ediles | Ediles | Ediles | Ediles | Ediles | Ediles |
|                     | Chunta Aragonesista (CHA)                          | 1      | 4      | 4      | 2      | 2      | 2      |
|                     | Partido Popular de Aragón (PP)                     | —      | —      | 1      | 1      | —      | —      |
|                     | Partido de los Socialistas de Aragón (PSOE-Aragón) | —      | 1      | —      | —      | 1      | 1      |
| Total de concejales | Total de concejales                                | 1      | 5      | 5      | 3      | 3      | 3      |

## Fiestas
Las festividades de Valtorres están muy ligadas a la religión, siendo numerosas las expresiones que usaban para el buen desarrollo de la recolección: "si se podan las parras el dia de San Casimiro, no se comen las uvas las avispas; si se pone un fencejo al tronco de la noguera la noche de San Juan antes de salir el Sol, no se agusanan las nueces; si se siembra la cebada o el trigo la víspera del domingo del Señor, no se la comen los pájaros..."
Las festividades religiosas son:
- el 11 de enero, en honor de San Higinio.
- el 17 de enero, San Antón
- el 3 de febrero, San Blas.
- el 9 de mayo, San Gregorio.
- el 24 de junio, San Juan.
- en la primera quincena de agosto, las fiestas en honor a la virgen del Rosario.